# Xã Swan Creek, Quận Fulton, Ohio
Xã Swan Creek (tiếng Anh: Swan Creek Township) là một xã thuộc quận Fulton, tiểu bang Ohio, Hoa Kỳ. Năm 2010, dân số của xã này là 8.566 người.